# یواس‌اس سانبورن (ای‌پی‌ای-۱۹۳)
یواس‌اس سانبورن (ای‌پی‌ای-۱۹۳) (به انگلیسی: USS Sanborn (APA-193)) یک کشتی بود که طول آن ۴۵۵ فوت ۰ اینچ (۱۳۸٫۶۸ متر) بود. این کشتی در سال ۱۹۴۴ ساخته شد.